# Georg August Ludwig Schmidtborn
Georg August Ludwig Schmidtborn (* 2. Mai 1798 in Wißmar; † 8. Februar 1860 in Koblenz) war ein deutscher protestantischer Pfarrer, Superintendent im Kirchenkreis Wetzlar und zuletzt Generalsuperintendent der Evangelischen Kirche in der Rheinprovinz.

## Leben und Ausbildung
Schmidtborn wurde als Sohn des Pfarrers von Wißmar, Johann Ludwig Gottfried Julius Schmidtborn (1765–1823), und seiner Ehefrau Wilhelmine Christine Philippine geborene Kurz geboren. Das Pastorengeschlecht der Schmidtborn war besonders im benachbarten Krofdorf beamtet. Sein Vater bereitete ihn zu Hause auf die Aufnahme in die Prima vor, die er dann 1813–1815 am Pädagogium in Gießen besuchte.
Am 13. Mai 1815 wurde er als Student der Theologie an der Ludwigsuniversität Gießen immatrikuliert. Hier wurde er Mitglied des von 1815 bis 1818 bestehenden Corps Constantia. Die letzten Semester 1817–1818 studierte er in Jena, wo er Mitglied der Urburschenschaft wurde und am Wartburgfest teilnahm. Sein erstes theologisches Examen legte er bereits 1818 vor dem Konsistorium in Koblenz ab. Seine praktische Ausbildung erhielt er 1819–1820 am Königlichen Prediger-Seminarium in Wittenberg, das als Ersatz für die nach Halle verlegte Universität gegründet wurde und bis 2002 als Augusteum bestand.
1820 wurde Schmidtborn Vikar in Lützellinden im Kirchenkreis Wetzlar; 1821 folgte seine Ordination. 1822–1827 war er Pfarrer in Eckweiler in der Synode Sobernheim, anschließend bis 1832 in Kirn. Hier machte er erste Erfahrungen als Pfarrer an einer Simultankirche. Schließlich wurde er von 1832 bis 1851 lutherischer Pfarrer auf der ersten der zwei Pfarrstellen und zugleich Oberpfarrer und Superintendent in Wetzlar, dessen Wetzlarer Dom bis heute Simultankirche ist. In Eckweiler hatte er Katharina Auguste Friederike Lautenschläger aus Schwetzingen (1806–1825) geheiratet, die jung starb. Kurz nach ihr starb auch ihr gemeinsames Kind. In Wetzlar heiratete Schmidtborn 1835 Sophie Amalie Lydia Seidensticker (1806–1894) aus Hermannstein. Aus dieser Ehe gingen sechs Kinder hervor. In Wetzlar, das 1815 zu Preußen gekommen war, setzte er sich für die von der Regierung gewünschte Union der lutherischen und reformierten Gemeinden ein, die 1833 zustande kam, die Schulen wurden ein Jahr später zusammengelegt. 1835 wurde vom König Friedrich Wilhelm III. die Rheinisch-Westfälische Kirchenordnung eingeführt, die er nun verantwortlich umzusetzen hatte. Sein Wirken in Wetzlar und im Kirchenkreis war vielfältig, unter anderem setzte er sich für die Mission ein als Präsident der Bibel- und Missionsgesellschaft, 1845 wurde der Wetzlarer Zweigvereins des Gustav-Adolf-Werkes gegründet und die ersten Diakonissen aus Kaiserswerth kamen nach Wetzlar. Schmidtborn unterrichtete auch am Wetzlarer Gymnasium. 1847 wurde Schmidtborn zum Präses der neu eingerichteten Provinzialsynode gewählt, deren Sitzungen er bis 1850 leitete. So war es nicht verwunderlich, dass ihn der König 1851 zum Generalsuperintendenten der Rheinprovinz, Sitz Koblenz, ernannte, ein Amt, das er bis zu seinem plötzlichen und frühen Tode ausübte.

## Ehrungen
1853 erhielt Schmidtborn die theologische Ehrendoktorwürde der Rheinischen Friedrich-Wilhelms-Universität Bonn, 1858 wurde ihm der preußische Rote Adlerorden zweiter Klasse verliehen.